# Шапел сир Ден
Шапел сир Ден (фр. Chapelle-sur-Dun) насеље је и општина у северној Француској у региону Горња Нормандија, у департману Приморска Сена која припада префектури Дјеп.
По подацима из 2011. године у општини је живело 183 становника, а густина насељености је износила 41,4 становника/km². Општина се простире на површини од 4,42 km². Налази се на средњој надморској висини од 49 метара (максималној 73 m, а минималној 39 m).

## Демографија
| 1962. | 1968. | 1975. | 1982. | 1990. | 1999. | 2011. |
| ----- | ----- | ----- | ----- | ----- | ----- | ----- |
| 287   | 337   | 282   | 242   | 205   | 207   | 183   |

График промене броја становника у току последњих година